# Dizzy (seria)
Dizzy – seria przygodowo-platformowych gier komputerowych, wydanych w późnych latach 80. i wczesnych 90. XX wieku. Głównym bohaterem serii jest tytułowy Dizzy – postać wyglądem przypominająca jajko. Autorem gier jest studio Codemasters.

## Historia
Pierwszą grę, Dizzy: The Ultimate Cartoon Adventure, wydali bracia Andrew i Philip Oliver, znani jako Oliver Twins. Początkowo gry wydawano na platformę ZX Spectrum. Kolejne części powstawały także na inne platformy, między innymi na Commodore 64, Atari ST, Amigę, Nintendo Entertainment System i na DOS-a.

## Postać
Dizzy i jego rodzina są przedstawieni w postaci antropomorficznych jaj, choć pierwotnie nie było to zamysłem twórców serii. Ukochaną bohatera jest Daisy. Wioskę często napada zły czarownik Zaks i porywa Daisy, a Dizzy musi uwalniać ją podczas swoich przygód, wykorzystując znalezione przedmioty i pomoc przyjaciół.

## Gry z serii o Dizzym
1986
- Dizzy – The Ultimate Cartoon Adventure

1987
- Treasure Island Dizzy
- Fast Food Dizzy

1988
- Fantasy World Dizzy

1989
- Kwik Snax

1990
- Magicland Dizzy
- Dizzy Panic!
- Dizzy Prince of the Yolkfolk
- Bubble Dizzy
- Spellbound Dizzy

1991
- Dizzy Down the Rapids
- The Fantastic Adventures of Dizzy (Fantastic Dizzy)
- Crystal Kingdom Dizzy

1992
- Dizzy The Adventurer

1993
- Go! Dizzy Go!

2015
- Wonderland Dizzy